# Paula Cheshire
Paula García Vázquez (Pontevedra, 1993), conocida como Paula Cheshire, es una autora e ilustradora de cómics española.

## Trayectoria
Estudió Diseño Gráfico en la EASD Antonio Faílde de Orense. Es autora de fanzines como Me das ansiedad y participó en ¡Zuzumba! y Baila conmigo. Es muy activa en las redes sociales.
En 2019 ilustró el cuento Un tesoro para Martín de Ana y Lucía Riveiro Mouzo, y participó en el proyecto Cuentos para entender el planeta.
Participó en el Salón del Cómic de Zaragoza y en los Japan Weekend de Bilbao y de Valencia, en Viñetas desde el Atlántico de La Coruña y en 2024 estará en el Madrid Cómic Pop Up y el Salón del Cómic de Guecho (Vizcaya).

## Obra

### Novela gráfica
- El duelo (2022). Editorial Fandogamia, CB 112 págs. ISBN 978-84-18419-69-0 . Una visión de los sentimientos tras la pérdida de la madre.[6]
- Me das ansiedad ( 2023 ). Editorial Fandogamia, CB 120 páginas. ISBN 978-84-18419-87-4.

### Obras colectivas
- Miquíts ( 2022 ). Allariz: Antela Ed. Con Xavier Domínguez y Alba de Evan . 56 páginas ISBN 978-84-125452-0-3.

### Ilustradora
- Un tesoro para Martín (2019). Por Ana Riveiro Mouzo y Lucía Riveiro Mouzo. ed. Ana Rivero 22 páginas ISBN 978-84-09-10600-4.

## Premios
- Premio Antifaz a la autora revelación por El Duelo.[7]